# Liste der Monuments historiques in Saint-Saulve
Die Liste der Monuments historiques in Saint-Saulve führt die Monuments historiques in der französischen Gemeinde Saint-Saulve auf.

## Liste der Bauwerke
| Bezeichnung            | Beschreibung | Standort                     | Kennzeichnung | Schutzstatus | Datum | Bild |
| ---------------------- | ------------ | ---------------------------- | ------------- | ------------ | ----- | ---- |
| Carmel de Valenciennes | Erbaut 1966  | 1, rue Henri-Barbusse (Lage) | PA59000090    | Inscrit      | 2002  |      |

## Liste der Objekte
| Bezeichnung                                            | Beschreibung                                                                              | Standort                                 | Kennzeichnung | Schutzstatus | Datum | Bild |
| ------------------------------------------------------ | ----------------------------------------------------------------------------------------- | ---------------------------------------- | ------------- | ------------ | ----- | ---- |
| Bleiglasfenster                                        | Darstellung der Maria und des heiligen Leodegar von Autun, Atelier Maréchal in Metz, 1865 | in der Kirche St-Saulve-St-Martin (Lage) | PM59006235    | Inscrit      | 1986  |      |
| Skulpturenbüste des heiligen Saulve im Altarretabel    | Holz, polychrom gefasst, 17. oder 19. Jahrhundert                                         | in der Kirche St-Saulve-St-Martin (Lage) | PM59006233    | Inscrit      | 1986  |      |
| Retabel                                                | Holz, bemalt, 19. Jahrhundert                                                             | in der Kirche St-Saulve-St-Martin (Lage) | PM59006232    | Inscrit      | 1986  |      |
| Gemälde Die Rückkehr der Reliquien des heiligen Saulve | 17. Jahrhundert                                                                           | in der Kirche St-Saulve-St-Martin (Lage) | PM59006234    | Inscrit      | 1986  |      |